# 원주MBC 음악동네
원주MBC 음악동네는 원주MBC FM4U에서 매일 오후 4시부터 저녁 6시까지 방송했던 라디오 프로그램이다. 2014년 9월 21일 자로 5년만에 폐지되었다.

## 역대 DJ
- 1대 : 주용준 아나운서
- 2대 : 송유라 (유라의 음악동네)
- 3대 : 전희영 아나운서
- 4대 : 박지현 아나운서
- 5대 : 이성현 DJ

## 같이 보기
- 원주문화방송
- MBC FM4U
- 음악동네

| 원주MBC FM4U              |                         |                   |
| 이전                      | 이성현의 음악동네       | 다음              |
| 2시의 데이트 박경림입니다 | 이성현의 음악동네       | 배철수의 음악캠프 |
| 오후 2시 ~ 오후 4시       | 오후 4시 ~ 저녁 6시     | 저녁 6시 ~ 밤 8시 |
| 전국방송                  | 강원 영서 남부지역 방송 | 전국방송          |

## 역대 프로그램
| 원주MBC FM4U 역대 프로그램                               | 원주MBC FM4U 역대 프로그램                           | 원주MBC FM4U 역대 프로그램                    |
| 이전 작품                                                | 작품명                                               | 다음 작품                                     |
| -------------------------------------------------------- | ---------------------------------------------------- | --------------------------------------------- |
| 채태곤의 오후의 발견 (2007년 4월 23일 ~ 2009년 4월 19일) | 원주MBC 음악동네 (2009년 4월 20일 ~ 2014년 9월 21일) | 오후의 발견 성스리입니다 (2014년 9월 22일 ~ ) |